# Mont Saint-Clair
Pour les articles homonymes, voir Saint-Clair.
Le mont Saint-Clair est une colline de France située dans le département de l'Hérault de la région Occitanie et constituant le point culminant de la ville de Sète qui s'est développée principalement à ses pieds.

## Géographie
S'élevant à 175 mètres d'altitude, la colline est une ancienne île de la mer Méditerranée jusqu'à la formation  à son sud-ouest du cordon littoral fermant l'étang de Thau. Largement urbanisée, elle comporte néanmoins une forte densité de zones arborées dont la forêt domaniale de Sète sur son flanc occidental. Sur son flanc oriental et dominant le port se trouvent la citadelle ou fort Richelieu, le phare et le cimetière marin. À son sommet se trouve la chapelle Notre-Dame-de-la-Salette.

## Histoire
Durant l'Antiquité, le géographe grec Claude Ptolémée, vivant en Égypte, désigne cette modeste montagne baignant les eaux du golfe du Lion sous le nom de « Setion ». Deux siècles plus tard, Festus Avenius, géographe et poète latin utilise le double mot « Mons Setius ». D'anciennes cartes espagnoles désignent le site sous le nom de « Monte-Septa » confirmant que l'ancien nom du mont Saint-Clair est lié au nom de la ville de Sète qu'il domine.
Peu peuplé durant la période médiévale, à l'exception de quelques pêcheurs travaillant sur l’étang de Thau, le mont était une dépendance de l'abbaye Saint-Sauveur d'Aniane au IXe siècle, puis de l'abbaye d'Agde. Au XIIe siècle, un oratoire dédié à saint Clair, évangélisateur de la région, est édifié à son sommet. Le lieu devient également un poste de surveillance pour observer l'arrivée d'éventuels pirates puis de corsaires. En 1586, la création du fortin de Montmorencette, construit en l’honneur d’Henri II de Montmorency, permet de lutter contre les attaques des Barbaresques. Le cardinal de Richelieu le fait démolir en 1632. 
Peu de temps après cette démolition, le frère Hilarion, simple ermite, s'installe dans les ruines. Il y aménage une petite chapelle et deux ou trois cellules, entraînant ainsi dans son sillage d’autres moines et la création d'un petit monastère. En 1678, le lieu est dédié à saint Clair, connu dans sa région pour sa faculté à guérir les maladies des yeux, ce qui en fait un lieu de pèlerinage (lié également à Clair d'Aquitaine, premier évêque d'Albi).
Ému par l’annonce de l’apparition de la Vierge à La Salette, près de Corps en Isère en 1846, le curé Henri Gaffino, doyen de Sète et de ses ports, décide de lancer l'idée d’établir à Saint-Clair un sanctuaire en l’honneur de cette apparition et il institue un pèlerinage annuel le 19 septembre. En 1896, la venue de quatre missionnaires (corps de prêtres créé en 1852 à Grenoble) et de leur serviteur permet la prise en charge ce sanctuaire qui est restauré après la Seconde Guerre mondiale.
En 1969, la mission racine, dont le but est de réaménager le littoral languedocien à des fins touristiques, décide de lancer le reboisement partiel des pentes du mont Saint-Clair. Il s'agit de la forêt domaniale des Pierres Blanches qui compte 27 ha de pinède et qui abrite au XXIe siècle près de 400 espèces de plantes. Il s'agit d'un lieu très prisé des Sétois et des habitants de la région,.

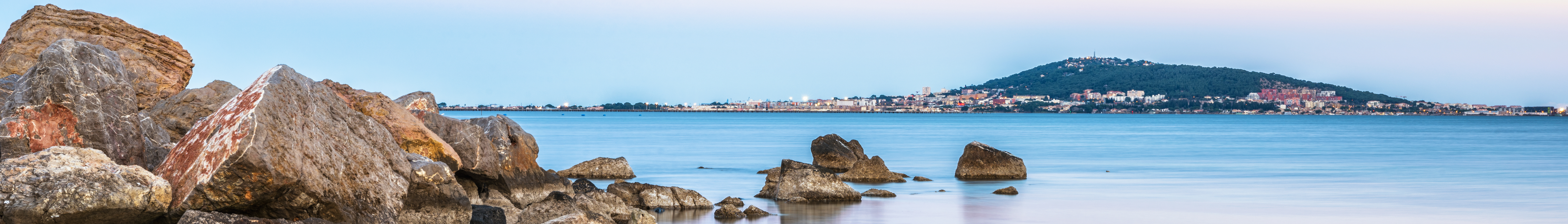
Le mont Saint Clair et l'étang de Thau

## Lieux remarquables

### Forêt des Pierres Blanches
Il s'agit de la forêt domaniale de la ville qui s'étend au nord-ouest de son territoire, face à l'étang de Thau.

### Croix du mont Saint-Clair
Cette croix lumineuse monumentale est installée sur le mont depuis 1866. En 2009, un appel à souscription pour la rénover a permis de financer les deux tiers des travaux de rénovation.

### Chapelle Notre-Dame-de-la-Salette
Cette chapelle construite au sommet a remplacé un ancien fortin Montmorencette datant de Louis XIII et lui-même bâti sur l'emplacement d'un ancien sémaphore romain. La chapelle est gérée par les missionnaires de la Salette et elle présente des fresques intérieures réalisées en 1952 par le peintre biterrois Pierre Bringuier.

### Fort Richelieu
Inscrit au titre des monuments historiques depuis le 10 mai 1996, la construction de ce fort a commencé en 1745. Il fait partie d'un ensemble de fortifications installés sur littoral languedocien au cours du XVIIIe siècle.

### Phare
Ce phare, construit en 1898, se présente sous la forme d'une tour octogonale en pierres d'une hauteur de 23 mètres et fut utilisé la première fois le 23 avril 1903.

Vues du mont Saint-Clair et de ses monuments
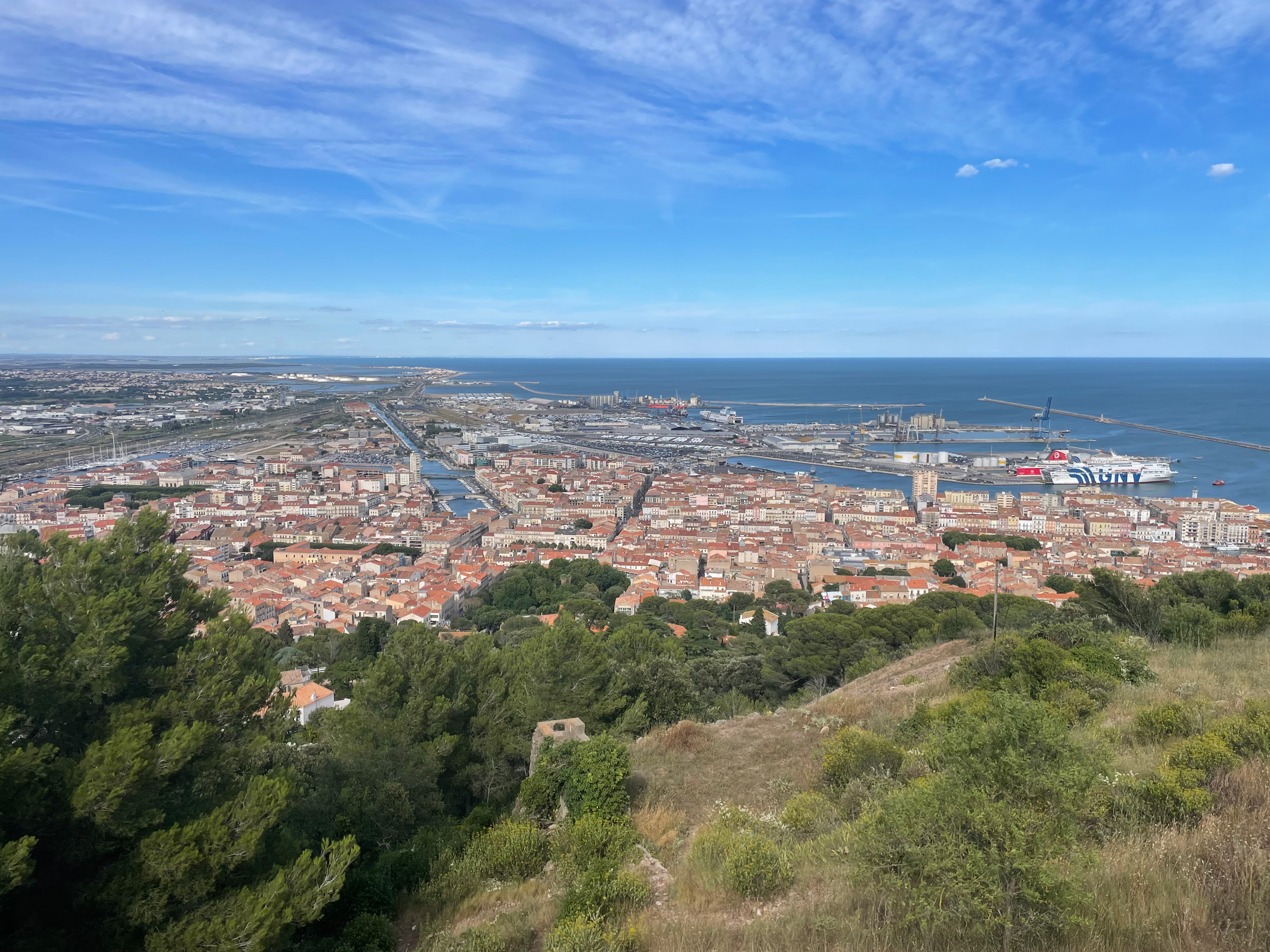
Sète depuis le mont Saint-Clair.
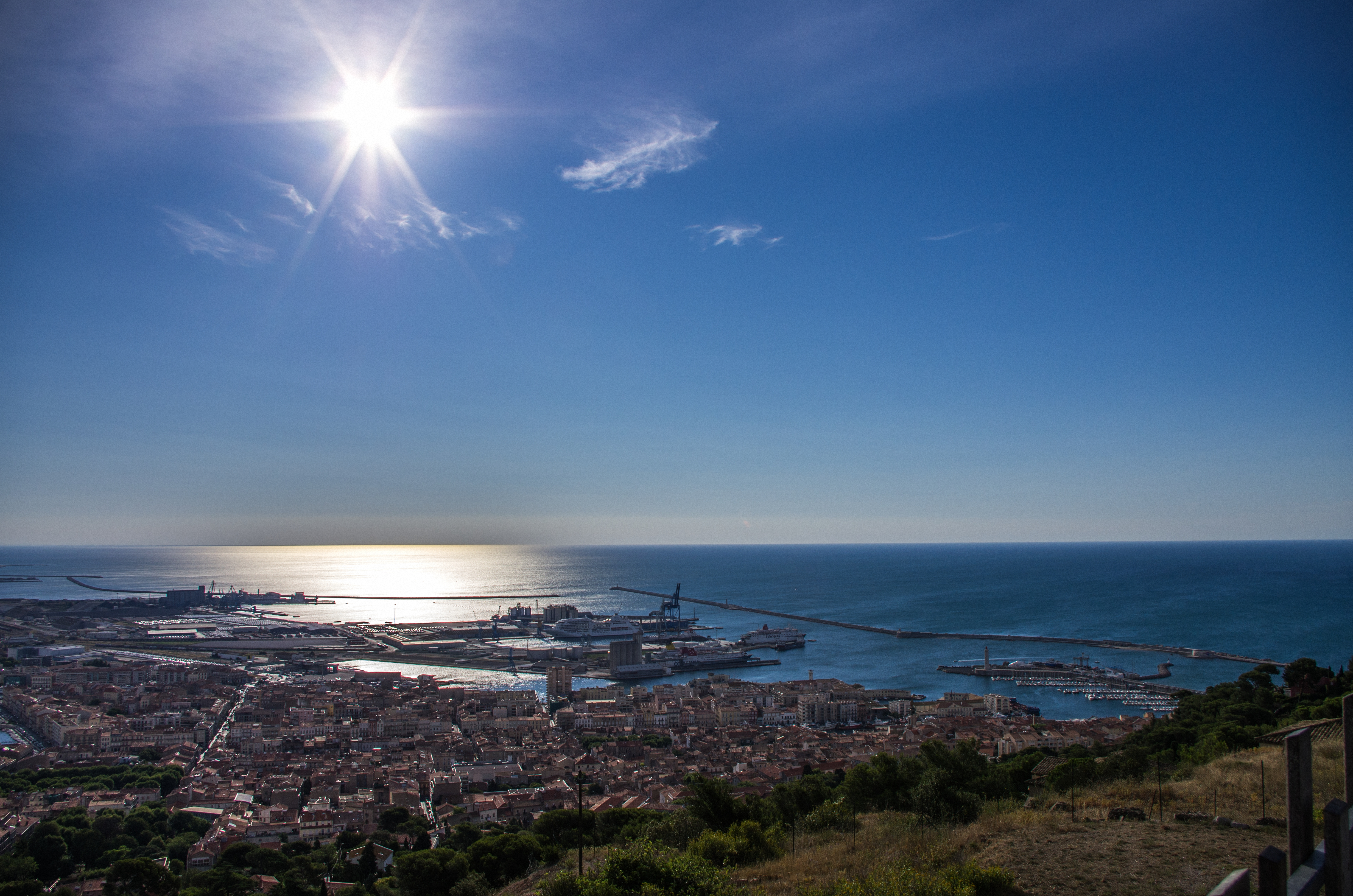
Sète, son port et le golfe du Lion vus depuis le sommet du mont Saint-Clair.
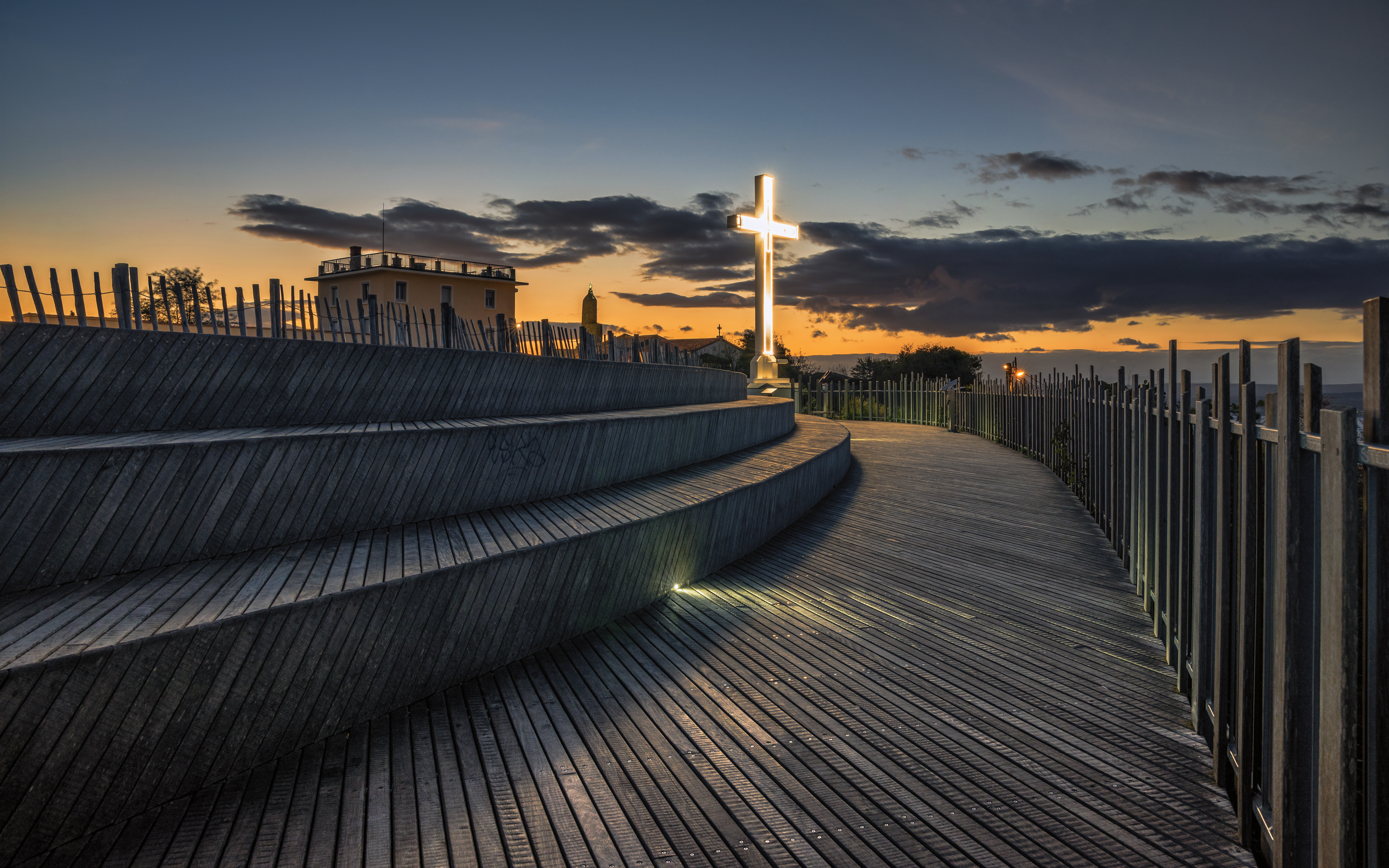
Croix du mont Saint-Clair.
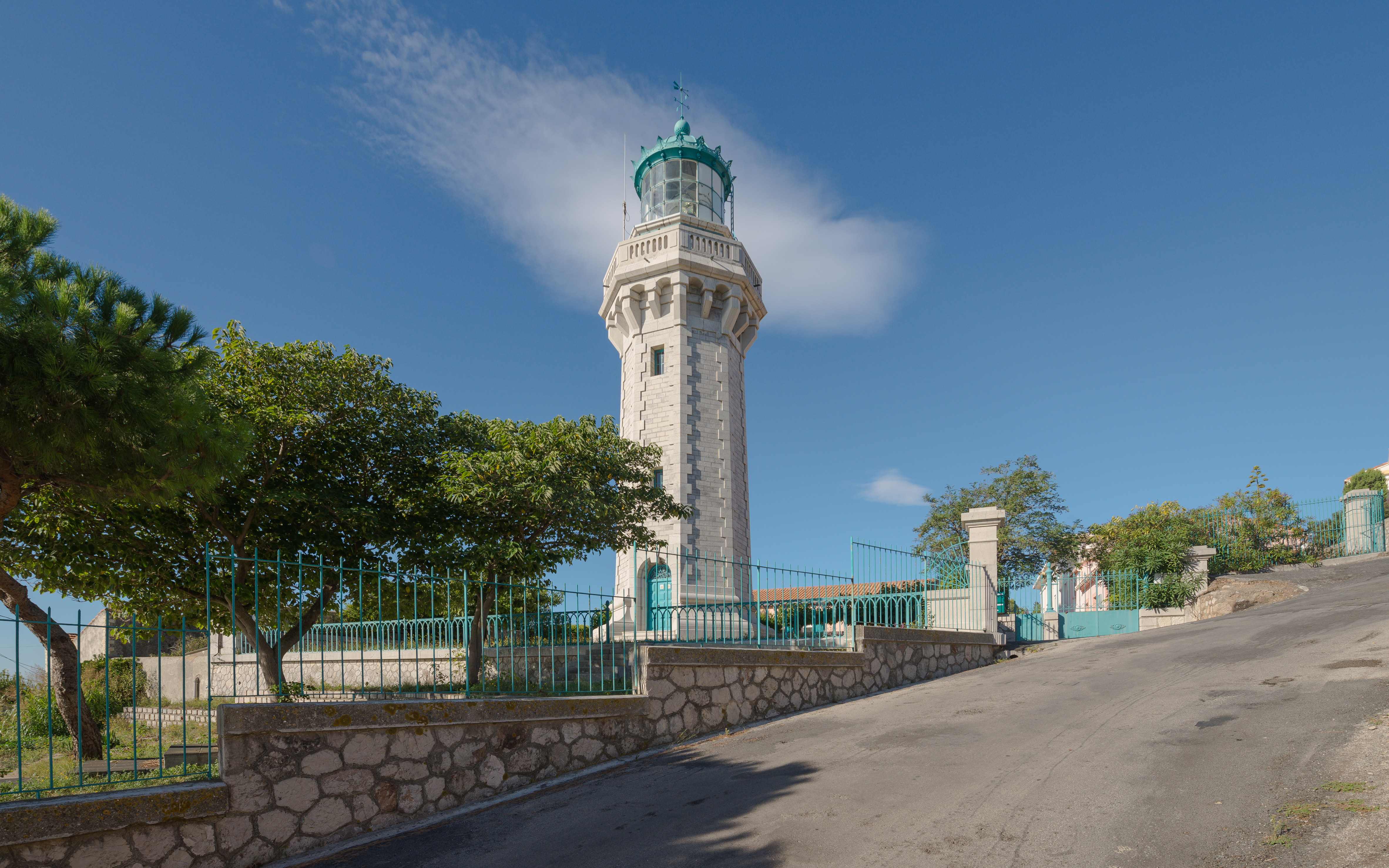
Phare du Mont-Saint-Clair.
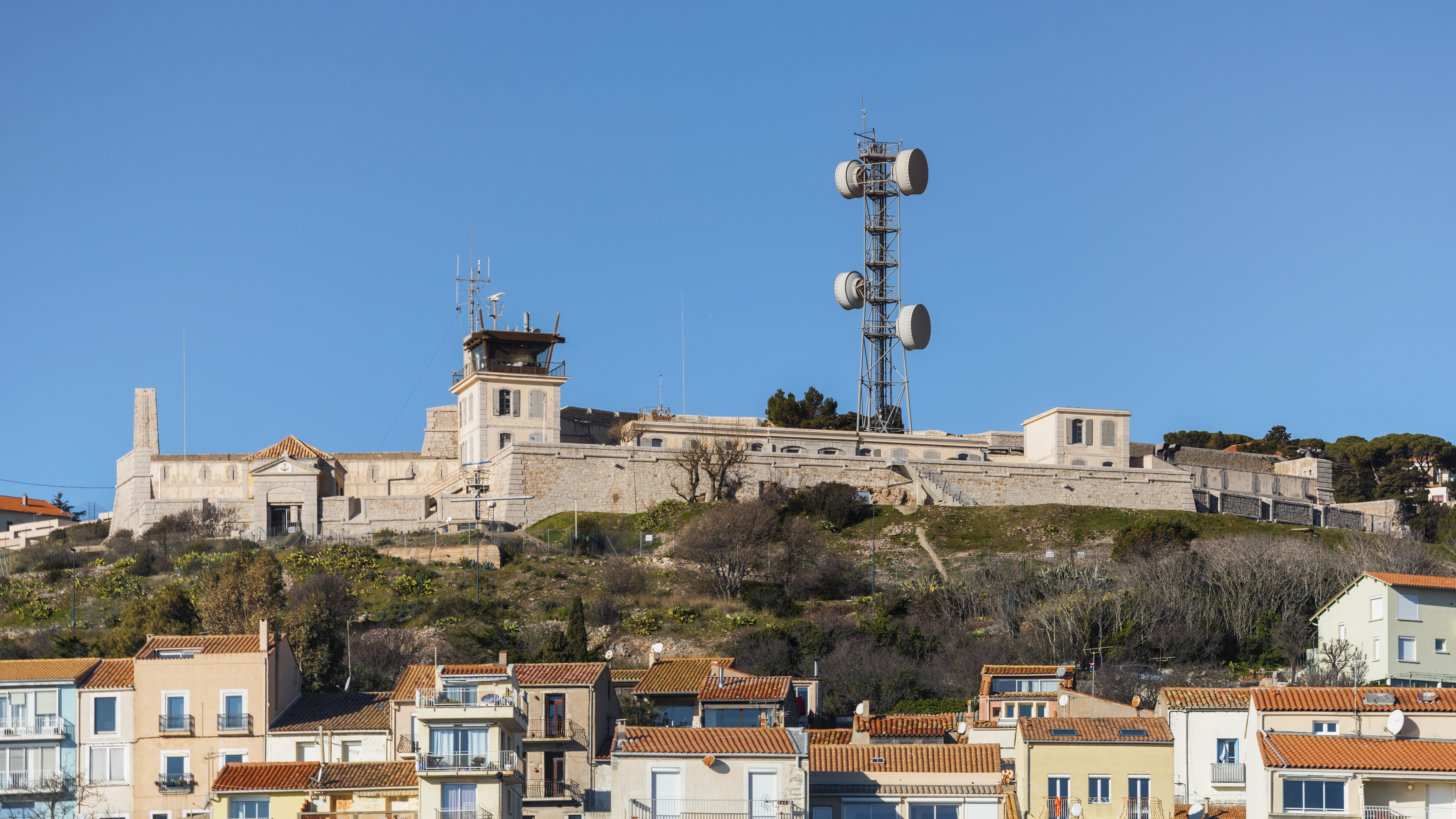
Fort Richelieu et son émetteur-relais de télécommunications.
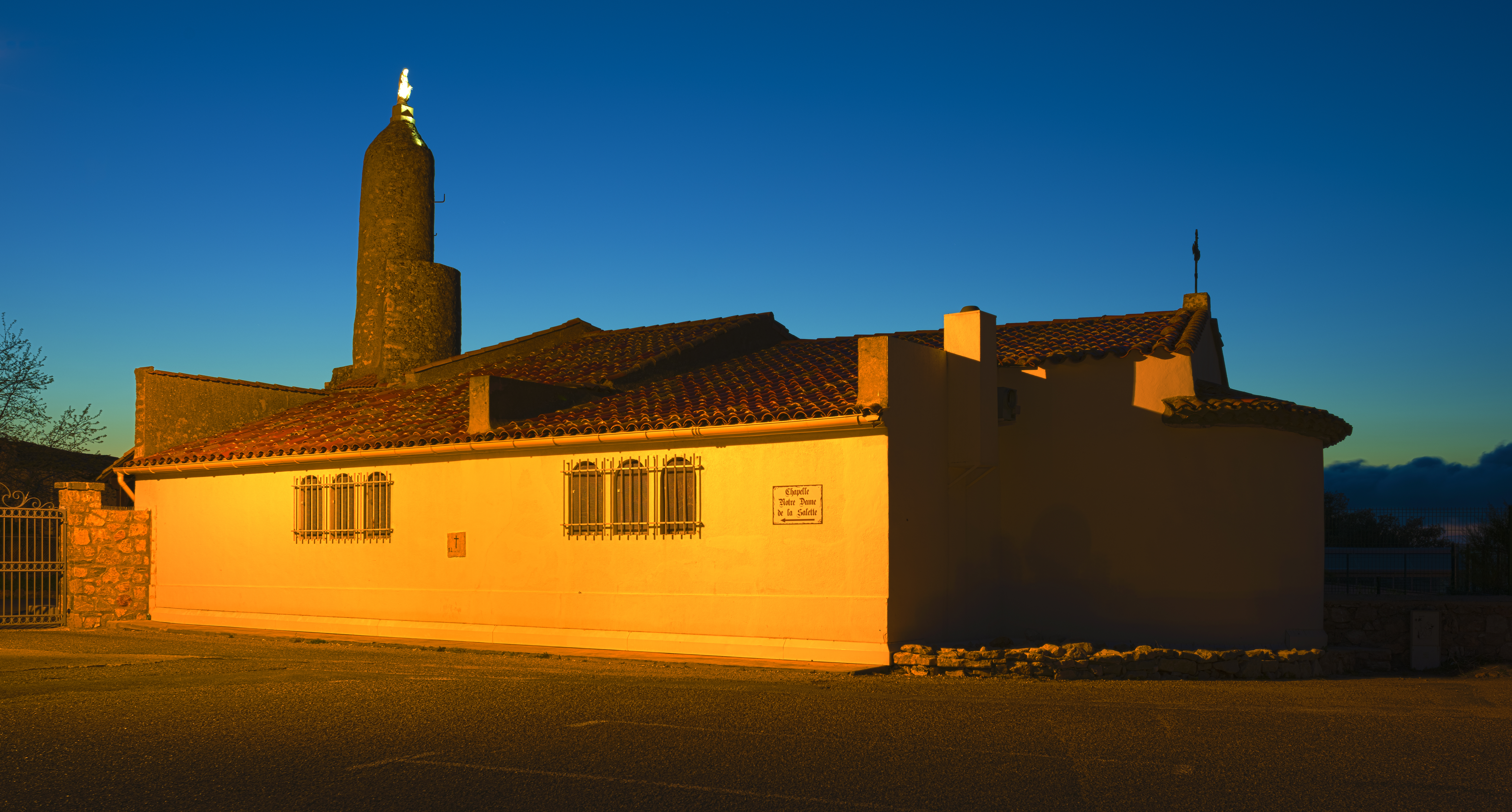
Chapelle Notre-Dame-de-la-Salette.

## Dans la culture
Le film Fragile, réalisé par Emma Benestan et sorti en France le 25 août 2021, présente de nombreux vues du mont Saint-Clair et certaines scènes du film ont même été tournées sur le mont, lui-même.